# Pierre Brunet (cadre)
Pour les articles homonymes, voir Pierre Brunet et Brunet.
Pierre Brunet (1939 - 12 juin 2011) est un cadre canadien (québécois) qui a notamment occupé le poste de président du conseil d'administration de la Caisse de dépôt et placement du Québec (CDPQ) de 2005 à 2009.

## Biographie
En 1964, il est diplômé de l'École des hautes études commerciales de Montréal. Plus tard, il occupera le poste de PDG de la Financière Banque Nationale.
De 2005 à 2009, il est président du conseil d'administration de la Caisse de dépôt et placement du Québec (CDPQ), poste qu'il quitte à la suite de la « crise des papiers commerciaux adossés à des actifs » (survenue pendant la crise économique de 2008-2009).